# Tony Takitani (Erzählung)
Tony Takitani (jap.トニー滝谷 Tonī Takitani) ist ein Buch von Haruki Murakami. Es handelt sich um eine Erzählung, die erstmals auf Japanisch 1996 erschien. Die deutschsprachige Übersetzung von Ursula Gräfe erschien 2005 als Buch im DuMont Buchverlag.

## Inhalt
Der Jazz-Posaunist Shazaburo Takitani wandert 1933 nach China aus. Dort führt er ein ausschweifendes Leben mit vielen Frauenbeziehungen. Nach Ende des Zweiten Weltkriegs ist er gezwungen, nach Japan zurückzukehren. Er heiratet dort eine Cousine und bekommt mit ihr ein Kind. Kurz nach der Geburt des Sohnes stirbt die Mutter.
Der Sohn, Tony Takitani, entwickelt sich zu einem verschlossenen, aber selbstständigen Erwachsenen, während sein Vater weiter als Jazz-Posaunist arbeitet. Tony studiert an einer Kunsthochschule und heiratet.
Seine Frau fängt bald nach der Heirat damit an, exzessiv Designerkleidung zu kaufen. Sie stirbt unerwartet bei einem Autounfall.
Tony stellt nun eine junge Frau an, die die übriggebliebene Kleidung sortieren soll und die ab und zu auch ein Kleidungsstück aus der Garderobe seiner verstorbenen Frau tragen darf. Am Ende entschließt sich Tony jedoch, die Garderobe zu verkaufen.
Als sein Vater stirbt, verfährt er ähnlich mit dessen übriggebliebenen Jazzschallplatten.

## Verfilmung
Tony Takitani wurde 2004 unter der Regie von Jun Ichikawa mit Issei Ogata in der Hauptrolle verfilmt.